# Reinhard Zinkann junior
Reinhard Christian Zinkann, Jr.  (* 1. September 1959 in Gütersloh) ist ein deutscher Unternehmer. Er ist der Urenkel des gleichnamigen Mitbegründers Reinhard Zinkann der deutschen Traditionsfirma Miele & Cie KG. Neben seiner Funktion als einer der Geschäftsführer der Miele & Cie KG ist er auch Verwaltungsratspräsident der Hipp Holding AG. Er ist der Sohn von Peter Zinkann.

## Leben
Zinkann absolvierte seinen Schulabschluss im Internat Salem. Er studierte an der Albert-Ludwigs-Universität Freiburg, an der Harvard University in Cambridge, Massachusetts, sowie an der Universität Köln und schloss das Studium als Diplom-Kaufmann ab. 1988 promovierte er zum Dr. rer. oec. an der Technischen Universität Berlin mit einer Dissertation über Produkthaftung. Erste berufliche Erfahrungen sammelte er bei der BMW AG in München, wo er mitverantwortlich für die Koordination der BMW-Niederlassungen war.
Zinkanns Eintritt bei Miele erfolgte 1992. Seit 1999 ist er geschäftsführender Gesellschafter des Gütersloher Haushaltsgeräteherstellers. Weitere Posten bekleidet Zinkann als Aufsichtsratsvorsitzender bei Falke und beim Drägerwerk in Lübeck als Mitglied des Aufsichtsrats. Zinkann ist Beiratsvorsitzender der Nobilia-Werke in Verl und im Beirat der Krombacher Brauerei.
Seit 2002 ist Zinkann Vorstandsmitglied der europäischen Handelsorganisation Applia. Von 2014 bis 2018 war er ihr Präsident, seit 2018 fungiert er als Vizepräsident. Er ist ebenfalls im Vorstand der Deutsch-Niederländischen Handelskammer. Von 2013 bis 2019 war Zinkann Präsident des Industrie und Handelsclubs Bielefeld, seit 2018 ist er Vorsitzender des Beirats. Im Mai 2021 wurde er von der Mitgliederversammlung der ZVEI-Hausgeräte-Fachverbände als Vorsitzender des Fachverbands Elektro-Haushalt-Großgeräte und als Sprecher der deutschen Hausgeräteindustrie bestätigt. Zinkann ist Vizepräsident und Schatzmeister des Markenverbands. Als strategischer Beirat berät Zinkann die ASU (die Familienunternehmer). Im Wirtschaftsrat der CDU ist er Mitglied des Bundesvorstands. Als Vorsitzender der Wirtschaftlichen Gesellschaft für Westfalen und Lippe erhielt er für seine Verdienste um den Preis des Westfälischen Friedens im Oktober 2011 die Silberne Rathaus-Gedenkmünze der Stadt Münster.
Zinkann engagiert sich auch gesellschaftlich. Er ist Mitglied im Wirtschaftsbeirat des Goethe-Instituts. Er ist Vorstandsmitglied bei der Osthushenrich-Stiftung, und Vorsitzender des Kuratoriums der Malteser Stiftung für das Libanon Projekt. Seit 2010 ist Zinkann Vorstand des Stifterverbandes deutscher Wissenschaft, seit 2013 ist er gleichzeitig Schatzmeister und Vizepräsident. Zinkann engagiert sich auch regional als Vorsitzender des Kuratoriums der Bürgerstiftung Gütersloh und ist Vorstandsmitglied der Erich- und Katharina-Zinkann-Stiftung. Er setzt sich ebenfalls für die Förderung der Musik ein und ist 1. Vorsitzender des städtischen Musikvereins Gütersloh, Vorstandsmitglied der Hanns Bisegger Stiftung, Schirmherr des Jugendmusikkorps Avenwedde und als Beirat in der Stiftung Mozarteum in Salzburg tätig.
Zinkann ist geschieden und Vater eines Sohnes. Seit dem 1. September 2012 ist er in zweiter Ehe mit der Hamburger Kinder- und Jugendlichenpsychotherapeutin Amélie von Wallenberg-Pachaly verheiratet.

## Ehrungen und Auszeichnungen
- 2007: Verdienstorden Pro Merito Melitensi[31]
- 2008: Horizont Marketingmann des Jahres[32]
- 2009: Familienunternehmer des Jahres[33]
- 2011: Hall Of Fame | Handelsblatt[34]
- 2012: Praktikerpreis der Erich-Gutenberg-Arbeitsgemeinschaft[35]
- 2014: B.A.U.M. Umweltpreis (in der Kategorie Großunternehmen)[36]
- 2017: Unternehmerpreis des Business Club Aachen Maastricht[37]
- 2019: Landesverdienstorden Nordrhein-Westfalen[38]